# Маджоне
Маджоне (італ. Magione) — муніципалітет в Італії, у регіоні Умбрія,  провінція Перуджа.
Маджоне розташоване на відстані близько 145 км на північ від Рима, 16 км на захід від Перуджі.
Населення — 14 870 осіб (2014).

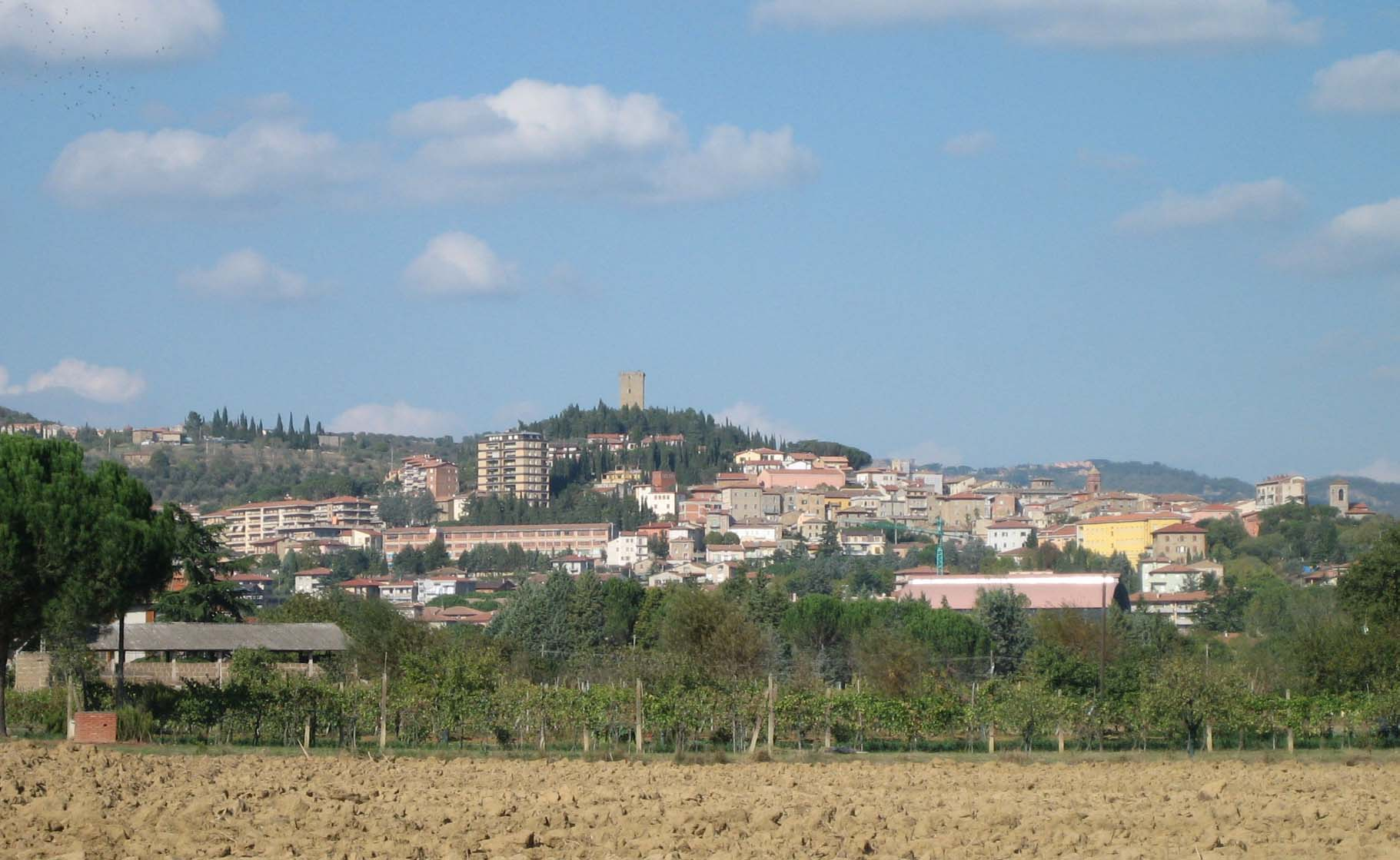

Щорічний фестиваль відбувається 23 листопада. Покровитель — San Clemente.

## Демографія
Населення за роками:

Станом на 1 січня 2023 року в муніципалітеті офіційно проживало 1307 іноземців з 72 країн, серед них 520 громадян країн Євросоюзу та 56 громадян України.

## Сусідні муніципалітети
- Кастільйоне-дель-Лаго
- Корчіано
- Панікале
- Пассіньяно-суль-Тразімено
- Перуджа
- Туоро-суль-Тразімено
- Умбертіде